# مونغيرة (بهمئي غرمسيري الشمالي)
مونغیرة (بالفارسية: مونگیره) هي قرية تقع في إيران في قسم بهمئي غرمسیري الشمالي الريفي. يقدر عدد سكانها بـ 125 نسمة بحسب إحصاء 2016.